# Distrito de Villa El Salvador
El distrito de Villa El Salvador es uno de los cuarenta y tres distritos que conforman la provincia de Lima, ubicada en el departamento homónimo, en el Perú. Limita al norte, con el distrito de San Juan de Miraflores; al este, con el distrito de Villa María del Triunfo; al sur, con el distrito de Lurín; al oeste, con el océano Pacífico y el distrito de Chorrillos.
Perteneciente a Lima Sur y con una superficie de 35,46 km², es el tercero en menor extensión (tras los distritos de Santa María del Mar y San Juan de Miraflores), además es el segundo en los campos de mayor densidad poblacional (tras el distrito de San Juan de Miraflores) y mayor población (tras el distrito de Villa María del Triunfo) de esta zona de la capital en la que se encuentra.

## Geografía y límites distritales
| Noroeste: Distrito de San Juan de Miraflores                       | Norte: Distrito de Villa María del Triunfo | Nordeste: Distrito de Villa María del Triunfo                 |
| Oeste: Distrito de Chorrillos / Distrito de San Juan de Miraflores |                                            | Este: Distrito de Lurín / Distrito de Villa María del Triunfo |
| Suroeste: Océano Pacífico                                          | Sur: Océano Pacífico                       | Sureste: Distrito de Lurín                                    |

## Toponimia
El nombre del distrito fue propuesto por el monseñor, Luis Bambarén. Quien tomó el nombre de "Villa" por ser este un lugar poblado y distinguido de otros lugares. Mientras que, el nombre de "El Salvador", fue en homenaje a Jesucristo.

## Historia
Villa El Salvador nació como un asentamiento humano en mayo de 1971, cuando un grupo de pobladores invadió unos terrenos erizados ubicados en Pamplona, distrito de San Juan de Miraflores. Luego de varios días de negociaciones con el gobierno revolucionario, presidido por el general, Juan Velasco Alvarado, los pobladores fueron reubicados en unos arenales situados a 25 kilómetros al sur de Lima (distrito de Villa María del Triunfo), denominándose, en ese entonces, "Pueblo Joven Villa El Salvador".
Este pueblo joven siguió desarrollándose, y en comparación con el resto de distritos limeños, este tuvo la planificación del desarrollo de su territorio. En efecto, el enorme e inhóspito desierto que es ocupado en menos de un mes por cien mil pobladores, fue habitado de manera planificada, contando con una zonificación urbana, con áreas reservadas para; vivienda, colegios, postas médicas, mercados, avenidas principales, etc.; y con áreas reservadas para una zona industrial y productiva. A su vez, las viviendas se agruparon en 24 lotes, organizadas en 16 manzanas, las cuales formaron un grupo residencial, donde los pobladores construyeron un centro de educación inicial, un local comunal, una posta médica, áreas deportivas y recreativas. Este diseño favoreció la gestión de una práctica vecinal y participativa desde las bases, sustentada en la capacidad de gestión de los pobladores para resolver los problemas elementales de servicios básicos: educación, salud, transporte, recreación, comercio y también a nivel de producción. De esta manera, los pobladores que fueron poblando el desierto lo hicieron de una manera ordenada.
Casi 15 años después, la Comunidad Autogestionaria de Villa El Salvador dejó de ser un pueblo joven, y gracias a la gestión de sus dirigentes y líderes ante el Congreso de la República, es elevado a la categoría de distrito. 
El 1 de junio de 1983, por Decreto Ley N.º 23605, se crea el distrito de Villa El Salvador sobre el territorio de la Comunidad Autogestionaria. El nuevo distrito se segrega del distrito de Villa María del Triunfo (que pierde su salida al mar) y absorbe algunas zonas costeras del distrito de Lurín.
El 1 de enero de 1984, tomaba juramento la primera gestión municipal. Durante esos años, se contó con dos planes de desarrollo que fueron logrados en contextos bastantes difíciles. En el primer caso, se trató de transformar el desierto de manera planificada y organizada, en una zona urbana con el esfuerzo de los pobladores y con el apoyo del estado. El segundo de caso, consistió en construir una zona productiva en momentos en que el Perú vivía una de las crisis más graves de su historia, acompañada de la violencia terrorista que lo azotaba en esa época; de esa manera, el distrito pudo hacer realidad el Parque Industrial. Villa El Salvador enfrentó a la violencia senderista y abogó por la paz con justicia social. La población se movilizó para condenar la violencia en circunstancias en que el miedo parecía imponerse inevitablemente en la población. Es así, como la municipalidad, la ciudadanía y las instituciones públicas jugaron un rol importante en la derrota de los grupos alzados en armas. El precio que se tuvo que pagar fue muy alto, al punto tal que una de sus principales dirigentes y teniente alcaldesa, María Elena Moyano, y el regidor, Rolando Galindo, fueron asesinados.

## Autoridades

### Municipales
| Cargo    | Autoridad electa                         | Partido político | Partido político         |
| -------- | ---------------------------------------- | ---------------- | ------------------------ |
| Alcalde  | Guido Iñigo Peralta                      |                  | Alianza para el Progreso |
| Regidora | Olinda Chávez Hernández                  |                  | Alianza para el Progreso |
| Regidor  | Rafael Hernán Cumpe Bonifáz              |                  | Alianza para el Progreso |
| Regidora | Ana Lourdes Calvo Mor                    |                  | Alianza para el Progreso |
| Regidor  | Briyan Anthony Machaca Apaza             |                  | Alianza para el Progreso |
| Regidora | Leyla Edith Mejía Loayza                 |                  | Alianza para el Progreso |
| Regidor  | Loni Oliver Rosales Palomino             |                  | Alianza para el Progreso |
| Regidora | Rosario Ramos Ticona                     |                  | Alianza para el Progreso |
| Regidor  | Jordy Gabriel Zevallos Ruíz              |                  | Alianza para el Progreso |
| Regidora | María del Cielo Mozo Narvaez             |                  | Podemos Perú             |
| Regidor  | Wilmer Gonzales Yalico                   |                  | Podemos Perú             |
| Regidora | Margot Angélica Barzola Chávez           |                  | Podemos Perú             |
| Regidor  | Luis Ángel Peña Zavala                   |                  | Podemos Perú             |
| Regidora | Magda Reyna Almenara Huayta de Gutierrez |                  | Renovación Popular       |

### Párroco
- Párroco de Cristo El Salvador: Pbro. Angel Gabriel Lucero López (2023 - actualidad).

## Demografía

En la pregunta de identificación étnica, 57.661 vecinos respondieron sentirse quechuas, ocupando el segundo lugar del distrito tras los mestizos.

El censo de 2017, determinó que el distrito de Villa El Salvador posee 393.254 habitantes. Comparado al último censo, el distrito aumentó 11.464 habitantes, un promedio de 3%, llegando a la conclusión que el distrito tiene un crecimiento promedio anual de población de 0.3%. El número de varones es 193.833, mientras que el de mujeres es 199.421. El número de mujeres en edad fértil es de 133.519, de las cuales provienen 152.087 hijos nacidos vivos, lo que hace un promedio de 1.3 hijos por mujer salvadoreña. En el distrito, el número de menores de edad es 113.865, mientras que 279.389 son mayores de edad. Toda la población de Villa El Salvador es urbana, representando el 4,6% de población urbana de la provincia de Lima, siendo además el quinto puesto de todos los distritos de Lima en agrupar la mayor población del área urbana. De toda la población, 304.936 habitantes se encuentran en edad de trabajar, de los cuales 148.639 varones y 156.297 son mujeres.
En el tipo de identificación étnica, 57.661 se identificaron como quechuas, 2.902 como aimaras, 591 como amazónicos, 271 como parte de otro pueblo indígena, 3.504 como afrodescendientes, 16.296 como blancos, 201.833 como mestizos, 4.899 de otro grupo étnico y 10.979 se abstuvieron de responder.
En el ámbito del hogar, 369.408 cuentan con casa independiente, 17.218 cuentan con un departamento, 625 viven en quinta, 996 habitan una vivienda en casa de vecindad, 543 viven en una casa improvisada y 541 viven en algún local no destinado para habitamiento humano. En el campo de estado civil: 130.470 habitantes son solteros, 86.128 habitantes son convivientes, 15.410 son separados, 74.276 son casados, 9.310 son viudos y 2.292 son divorciados.
En el campo de los servicios al alcance de la población; en el plano educativo se preguntó a las personas de 15 años a más hasta donde han estudiado: siendo un total 298 484 personas, de las cuales el 1.6% no cursó ningún estudio, el 0.1% estudió hasta inicial, el 12.8% hasta primaria, el 52.3% hasta secundaria, el 32,6% posee estudios superiores y el 0.6% posee estudios de posgrado. Con el mismo rango de edad, el distrito posee 5.960 personas analfabetas; en comparación a hace 10 años, hubo una disminución de 35 personas, o sea disminuyó un 0.2%. Por parte de la primera lengua aprendida previamente, antes de acudir a alguna institución educativa (o sea de 5 años en adelante), se consultó a 362.889 personas; de las cuales el 89.64% aprendió el español como primera lengua, el 9.30% el quechua, el 0.55% el aimara, el 0.01% el ashaninka, el 0.03% otra lengua originaria, el 0.11% alguna lengua extranjera, el 0.04% aprendió lenguaje de señas, el 0.08% no escucha ni habla y el 0.24% prefirió no responder. En el plano de los seguros de salud, 140.407 habitantes cuentan con el SIS, 126.304 están afiliados a EsSalud, 6.981 poseen un seguro de salud de las Fuerzas Armadas o Policiales, 8.750 tienen algún seguro privado de salud, 3.999 registraron tener otros tipos de seguro de salud y 108.596 no poseen seguro de salud alguno.

## Transporte

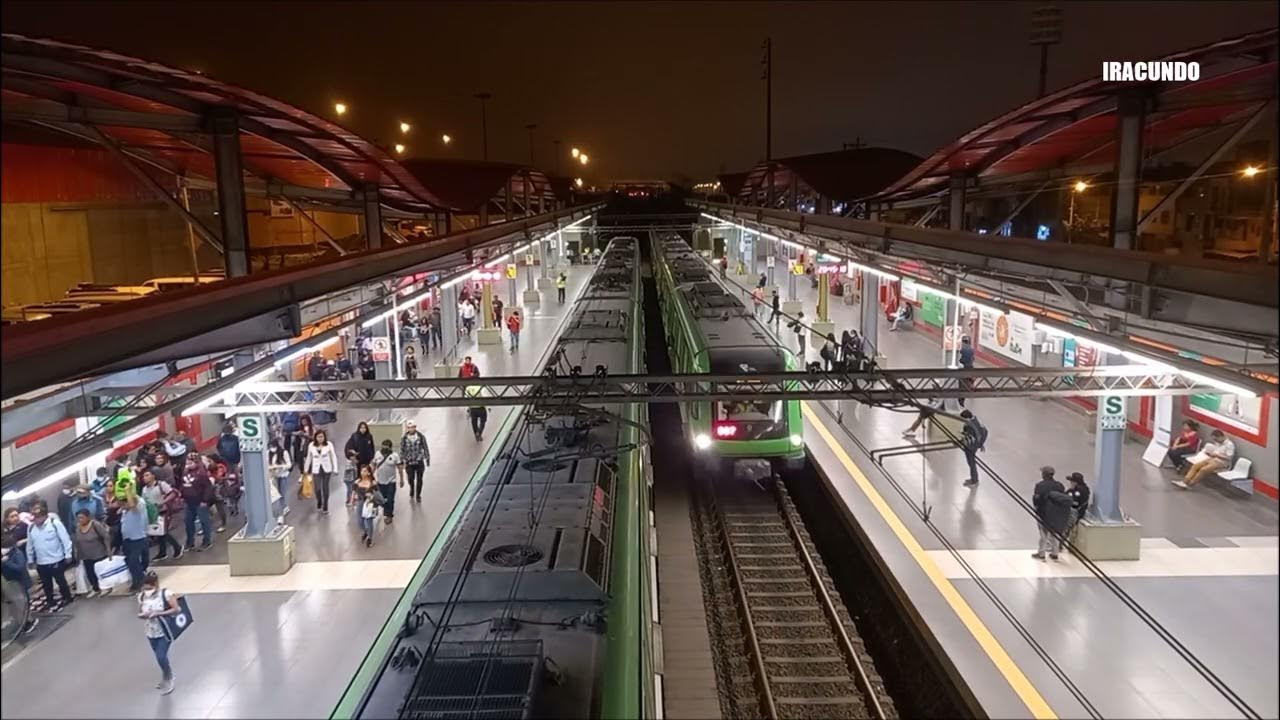
Tren en la estación Villa El Salvador de la línea 1 del Metro de Lima y Callao.

### Alimentador del Metropolitano
El distrito alberga el recorrido de uno de los  buses alimentadores que ofrece el servicio del Metropolitano. El alimentador Villa El Salvador parte desde la Terminal Sur Matellini, cruzando 13 paraderos (de los cuales 9 se ubican en el distrito) hasta llegar a su paradero final ubicado a la altura del Club Metropolitano  Huáscar. Cabe resaltar, que este es el único transporte público de Villa El Salvador que tiene un recorrido directo hacia el distrito de Chorrillos.

### Línea 1 del Metro de Lima
En el distrito se encuentran dos estaciones de la línea 1 del Metro de Lima:
- Estación Villa El Salvador: es la primera estación de la línea 1 del Metro de Lima. Está ubicada en la intersección de las avenidas Separadora Industrial y Jorge Chávez.
- Estación Parque Industrial: es la segunda estación de la línea 1 del Metro de Lima. Está situada entre las estaciones Mateo Pumacahua y Villa El Salvador. Está ubicada en la intersección de las avenidas Separadora Industrial y El Sol.

## Educación
En el distrito se encuentran varios colegios estatales y privados que brindan los servicios de educación inicial, primaria y secundaria. Asimismo, cuenta con diversos CETPROs (Centro Técnico-Productivo) para que los vecinos del distrito puedan estudiar y aprender algún oficio. 

### Universidades
El distrito alberga cuatro universidades, una nacional y tres particulares, entre ellas se encuentran:
- Universidad Nacional Tecnológica de Lima Sur (UNTELS):

Desde la década de los 70, cuando surgió Villa El Salvador, sus pobladores que crearon la Comunidad Autogestionaria de Villa El Salvador incluyeron en su Primer Plan de Desarrollo Integral, la creación de una universidad pública, asignándole un terreno en la zona de Lomo de Corvina. Posteriormente, gracias a la gestión de una Comisión integrada por dirigentes del distrito de Villa El Salvador y del conjunto de Lima Sur, el 10 de enero de 2001 fue creada la Universidad Nacional Tecnológica del Cono Sur de Lima (UNTECS). Actualmente, es denominada Universidad Nacional Tecnológica de Lima Sur (UNTELS), mediante la Ley N.° 27431, promulgada por el Gobierno de Transición Democrática presidido por Valentín Paniagua.
El 29 de septiembre de 2005, por disposición del ministro de educación, Javier Sota Nadal, se constituyó la primera Comisión Organizadora. Y el 15 de marzo del 2006, se entregó a la universidad el terreno de su Sede Central, así como el presupuesto destinado para la construcción del primer pabellón de aulas en el campus universitario. El 6 de noviembre, se aprobó su Proyecto de Desarrollo Institucional. El 25 de febrero de 2007, se efectuó el primer concurso público de admisión. Finalmente, el 1 de abril, se dio inicio al primer año académico.
Mediante la Ley N.º 30184, de fecha 6 de mayo de 2014, pasó a denominarse Universidad Nacional Tecnológica de Lima Sur (UNTELS). Actualmente, cuenta con 5 carreras profesionales a disposición del público en general: Administración de Empresas, Ingeniería de Sistemas, Ingeniería Electrónica y Telecomunicaciones, Ingeniería Mecánica y Eléctrica e Ingeniería Ambiental.
- Universidad Científica del Sur: fundada el 5 de febrero de 1998. Cuenta con 5 facultades de pregrado, que a la vez incluyen a 21 carreras profesionales de pregrado.[10] Además, en el ámbito de carreras para gente que trabaja, cuenta con 4 carreras profesionales.[11] En el área de posgrado, ofrece 4 maestrías que incluyen 14 especialidades.[12]

- Universidad Autónoma del Perú (UA): fundada el 19 de diciembre de 2007. Cuenta con 4 facultades de pregrado, que a la vez incluyen a 20 carreras profesionales de pregrado.[13] En el área de posgrado, ofrece 6 maestrías que incluyen 13 especialidades.  [14]

- Universidad Tecnológica del Perú (UTP): el local principal de esta universidad se encuentra en el distrito de Lima. Sin embargo, posee un campus en el distrito, el cual inició operaciones en 2018. Esta sede cuenta con 4 facultades que incluyen a 19 carreras profesionales de pregrado. Asimismo, en el área de carreras para gente que trabaja, cuenta con 3 facultades que incluyen a 6 carreras profesionales.[15]

### Institutos
En el rango técnico, el distrito alberga diversas instituciones nacionales y particulares, entre ellas tenemos: 
- Instituto Superior Pedagógico Público Manuel González Prada.[16]
- Instituto Superior Tecnológico Público Julio César Tello.
- SENATI: su local principal se ubica en el distrito de Independencia, sin embargo, dicho instituto posee una sede en el distrito.

### Centros Preuniversitarios
El distrito cuenta con 12 centros preuniversitarios, de los cuales 3 son pertenecientes a las universidades ubicadas en Villa El Salvador, mientras que, 9 son academias independientes. 
- Centros Pre de universidad:
  - CEPRE-UNTELS, perteneciente a la UNTELS.[17]
  - PIU (Programa de Iniciación Universitaria), perteneciente a la Universidad Científica del Sur.[18]
  - Pre Autónoma, perteneciente a Universidad Autónoma del Perú.

- Academias:
  - Academia ADUNI.
  - Academia Amauta.[19]
  - Academia César Vallejo.
  - Academia Grupo San Marcos.[20]
  - Academia IACEM.[21]
  - Academia Max Planck.
  - Academia Radikales.[22]
  - Academia Stephen Hawking.[23]
  - Academia Trilce.[24]

### Instituciones de idiomas
El distrito de Villa El Salvador posee cinco instituciones de idiomas, con la finalidad de obtener el aprendizaje de alguna lengua extranjera. 
- Centro de idiomas de la UNTELS.
- Centro de idiomas de la Universidad Autónoma del Perú.[25]
- Centro de idiomas de la Universidad Científica del Sur.[26]
- Élite Centro de idiomas.[27]
- Mundo Idiomas.[28]

## Salud
Hay hospitales.

## Seguridad

### Comisarías y serenazgo
Cuenta con dos comisarías ubicadas en diversos puntos del distrito: 
- Comisaría PNP Villa El Salvador: es la principal comisaría del distrito. Se ubica en el cruce de las avenidas César Vallejo y Revolución, al costado de la municipalidad distrital.
- Comisaría PNP Urbanización Pachacámac: ubicada en la Manzana X, Lote. S/N, en la urbanización Pachacámac I Etapa, Guardia Republicana.

Asimismo, el distrito de Villa El Salvador cuenta con un punto inicial de su serenazgo:
- Serenazgo de Villa El Salvador: el serenazgo del distrito trabaja para ofrecer bienestar y seguridad a sus vecinos, mediante un personal capacitado física y mentalmente para salvaguardar la integridad ciudadana. Su base se encuentra en la avenida Álamos, al costado del Coliseo La Paz (el cual es vecino del Estadio Iván Elías Moreno).

### Estación de bomberos
El distrito cuenta con una única estación de bomberos:
- Estación de Bomberos Voluntarios Villa El Salvador Nº 105: fundada el 14 de abril de 1996. Es una entidad con personal voluntario, vocación de servicio y disciplina que realiza labores de prevención, control y extinción de incendios, emergencias médicas, rescate y salvataje de vidas expuestas a peligro. Se encuentra ubicado en el Sector 2, Grupo 15 del distrito.

## Medios de comunicación
Además de poseer los mismos servicios de televisión y radio de la ciudad de Lima, el distrito posee su propio canal y su propia emisora radial. 

### Señales de televisión

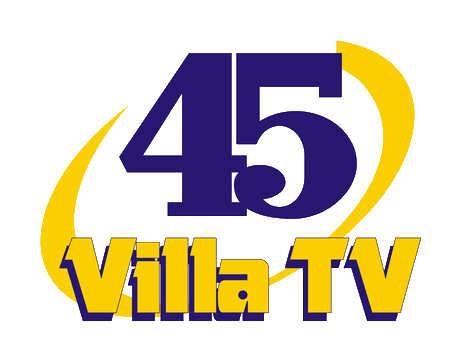
Logo de Villa TV, canal salvadoreño extinto y reemplazado por Anqa TV.

- Villa TV: existió desde su fundación el 2 de agosto de 1992 hasta su cierre (y posterior reemplazo) el 31 de diciembre de 2013. El canal contaba con una programación diversa, no obstante, mayormente era de índole cultural. Se transmitió en señal abierta, y fue el canal 45. Sus estudios se ubicaban en el Centro de Comunicación Popular y Promoción del Desarrollo (CECOPRODE) del distrito.
- Anqa TV: es el canal del distrito que se encuentra en operaciones actualmente. Fue fundado el 31 de diciembre de 2013 y sustituyó a Villa TV. Surge gracias a un acuerdo entre el Centro de Comunicación Popular y Promoción del Desarrollo (CECOPRODE) y la Asociación de Comunicadores TV Cultura, con la finalidad de crear una nueva empresa conjunta llamada "Televisión Ciudadana SAC". Asimismo, se transmite en señal abierta y es el canal 45 de la tal, pero a diferencia de su predecesor, la cobertura hacia los demás distritos fuera de Villa El Salvador es limitada.[29]

### Señales radiales
- Stereo Villa 101.7 FM: es una radio que tiene cobertura a Villa El Salvador y a otros cuatro distritos de Lima Sur: Chorrillos, San Juan de Miraflores, Villa María del Triunfo y Lurín. Toda su programación es acerca del distrito salvadoreño y lo que acontece ahí. A veces, cubre algunas noticias breves sobre los otros distritos mencionados.[30]

- Imperial 2 99.5 FM 1440 AM: con cobertura en los distritos de Miraflores, Barranco, Chorrillos, Villa El Salvador, Villa María del Triunfo, San Juan de Miraflores y parte de Santiago de Surco. Asimismo, cuenta con una señal AM bajo el nombre de Imperial 2. Transmite programas de música folclórica, noticias, esoterismo, cultura; y un espacio independiente dos veces por semana dedicado a temas de misterio, denominado "Misterios al Atardecer".

- Santa Rosa 105.1 FM: emisora de la Iglesia Católica que transmite para toda Lima en la AM, y para los distritos de Lima Sur en la FM. Tiene, además de espacios religiosos, otros de tipo musical (tropical y folclórico) y noticioso.

- Radio María 97.7 FM: repetidora en FM de la emisora principal en Amplitud Modulada, para los distritos de Villa El Salvador, Villa María del Triunfo y San Juan de Miraflores.

### Apariciones en series y películas
La historia del distrito ha sido temática de series y películas nacionales, entre ellas: 
- Coraje: película peruana de 1998 dirigida por Alberto Durant. Inspirada en la vida de la activista por los derechos humanos María Elena Moyano, especialmente en su etapa como dirigente del distrito, cuando tuvo la valentía de confrontar a Sendero Luminoso.[31]
- Viento y arena: miniserie peruana estrenada el 24 de octubre de 2005, comprendió 20 capítulos y fue transmitida por Latina Televisión (que en aquellos tiempos se llamaba Frecuencia Latina). Fue producida por Michelle Alexander y Susana Bamonde, además contó con el guion de Eduardo Adrianzén. La serie relata la historia de esposos Quispe, personajes que representan las vicisitudes de los  grupos de familias migrantes que ocuparon el territorio alrededor de 1971.[32]
- La Foquita: El 10 de la calle, película biográfica del 2020, que narra los inicios del futbolista peruano Jefferson Farfán.

## Espacios públicos
- Parque Zonal Huáscar: es un parque metropolitano muy visitado por los pobladores de Lima Sur. Es el parque zonal más grande de Lima y cuenta con una laguna recreativa, la más grande del Perú.[33]
- Parque Industrial: contiene ferias y ofertas de productos fabricados por los mismos empresarios.[34]
- Biblioteca Municipal de Villa El Salvador: inaugurada el 21 de mayo de 2016.[35]
- Casas de la Juventud. El distrito cuenta con tres locales de Casas de la Juventud ubicados en diversos puntos:
  - Urbanización Pachacámac.
  - Sala de lectura.
  - Primer Sector.
- Palacio de la Juventud: Centro ubicado en el sector 3 del distrito. Donde se dictan clases, talleres para los jóvenes, además de poseer un teatro.
- Centro de aplicación del Touring Club del Perú - Sede Conchán: lugar donde se realiza el examen de manejo para obtener la licencia de conducir en Lima Metropolitana.[36]

## Centros de esparcimiento

### Centros comerciales

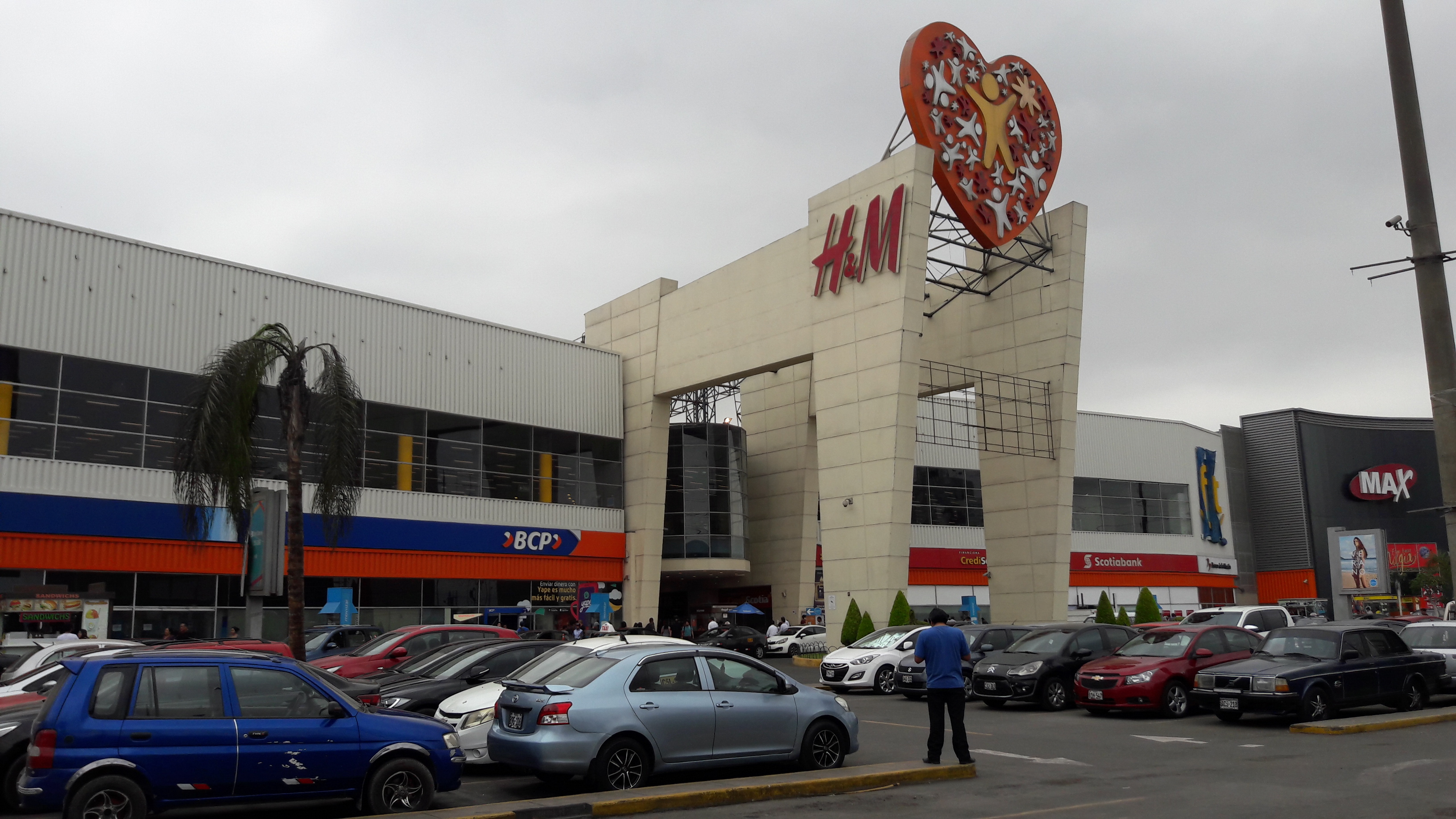
La cadena MegaPlaza (imagen únicamente referencial) cuenta con dos pequeños centros comerciales en el distrito de Villa El Salvador.

El distrito de Villa El Salvador alberga tres centros comerciales. 
- MegaPlaza Express Villa El Salvador I: inaugurado el 12 de abril de 2012, posee una extensión de 9000 m². Está ubicado en la avenida Lima, a 1 cuadra del final de la avenida Pachacútec y el óvalo José Gálvez. Entre sus filas, alberga un supermercado Plaza Vea, un local de comida rápida KFC, una cadena de cines Movie Time, entre otras tiendas.[37]
- Plaza Center: inaugurado en julio de 2017, posee una extensión de 25.500 m². Alberga un supermercado Plaza Vea, una tienda de mejoramiento del hogar Promart Homecenter, una cadena de cines Cineplanet, entre otras tiendas.[38]
- MegaPlaza Villa El Salvador II: inaugurado en 2018, posee una extensión de 40.000 m². En este se encuentra un supermercado Tottus, una tienda Bata, diversos restaurantes, una cadena de cines Movie Time, entre otras tiendas.[39] Asimismo, se encuentra ubicado frente al Mercado Unicachi.

### Clubes
En el distrito se encuentran tres clubes: 
- Club Hípico Peruano de Villa: ubicada por el kilómetro 19 de la carretera Panamericana Sur.
- Club Regatas - Filial Villa  Deportiva o Club Regatas Villa: ubicada por el kilómetro 20.5 de la carretera Panamericana Sur.[40]
- Camping Touring Club: ubicada por el kilómetro 22 de la carretera Panamericana Sur.

Cabe resaltar que el Parque Zonal Huáscar recibe formalmente el nombre de "Club Zonal Huáscar". Sin embargo, no se le considera como tal debido a que este únicamente tiene la función de parque zonal para el distrito.

### Condominios
Villa El Salvador posee dos conjuntos de condominios, funcionando como residencial para los habitantes de este. 
- Los Parques de Villa El Salvador I: fue el primer conjunto residencial de condominios construido en este distrito. Está ubicado entre la avenida 1.º de Mayo y la avenida Algarrobos, siendo vecina del Mercado Unicachi y del MegaPlaza Villa El Salvador II. Su construcción fue financiada por Graña y Montero, y es la zona de departamentos más conocida del distrito.

- Los Parques de Villa El Salvador II: posee un total de 280 departamentos y 93 estacionamientos, además de 1400 m² de áreas verdes interiores y con tiendas en su haber. Está ubicado entre la avenida Algarrobos y la calle Los Cedros. No obstante, su ubicación no es tan estratégica, ya que está en medio de una zona de fábricas del distrito, lo que hace que sea necesario que los habitantes de esta zona residencial tengan un vehículo personal para su movilización. Su construcción fue financiada por Graña y Montero.[41]

## Religión
En el censo de 2017, cuando los resultados mostraron que 240.083 habitantes del distrito son católicos, también 33.340 evangélicos y 23.875 eran creyentes de otra religión. El distrito alberga varias iglesias de diversas religiones: 

### Iglesia Católica

El catolicismo es la religión predominante en Villa El Salvador. Alrededor de 240 mil habitantes del distrito son católicos.

- Parroquia Cristo El Salvador: es la principal iglesia católica del distrito. Se encuentra ubicado en las intersecciones de las avenidas Revolución y Pacto Andino.
- Capillas: Barrio Villa el Salvador II, Cristo Mensajero de la Paz, La Cruz, María Auxiliadora, Medalla Milagrosa, Nuestra Señora del Rosario, Sagrado Corazón de Jesús, San Ignacio, San Pedro, Señor de Los Milagros, Virgen de La Merced, Virgen de la Candelaria, etcétera.
- Parroquias: Cristo Resucitado, Inmaculada Concepción, Jesús Nazareno, Jesús Salvador, Nuestra Señora de la Paz, San Martín de la Caridad, San Martín de Porres, Santa Rosa, Señor de los Milagros, Virgen de Guadalupe de Villa Madre del Salvador, Virgen del Carmen y San Pedro, etcétera.

### Iglesia Adventista

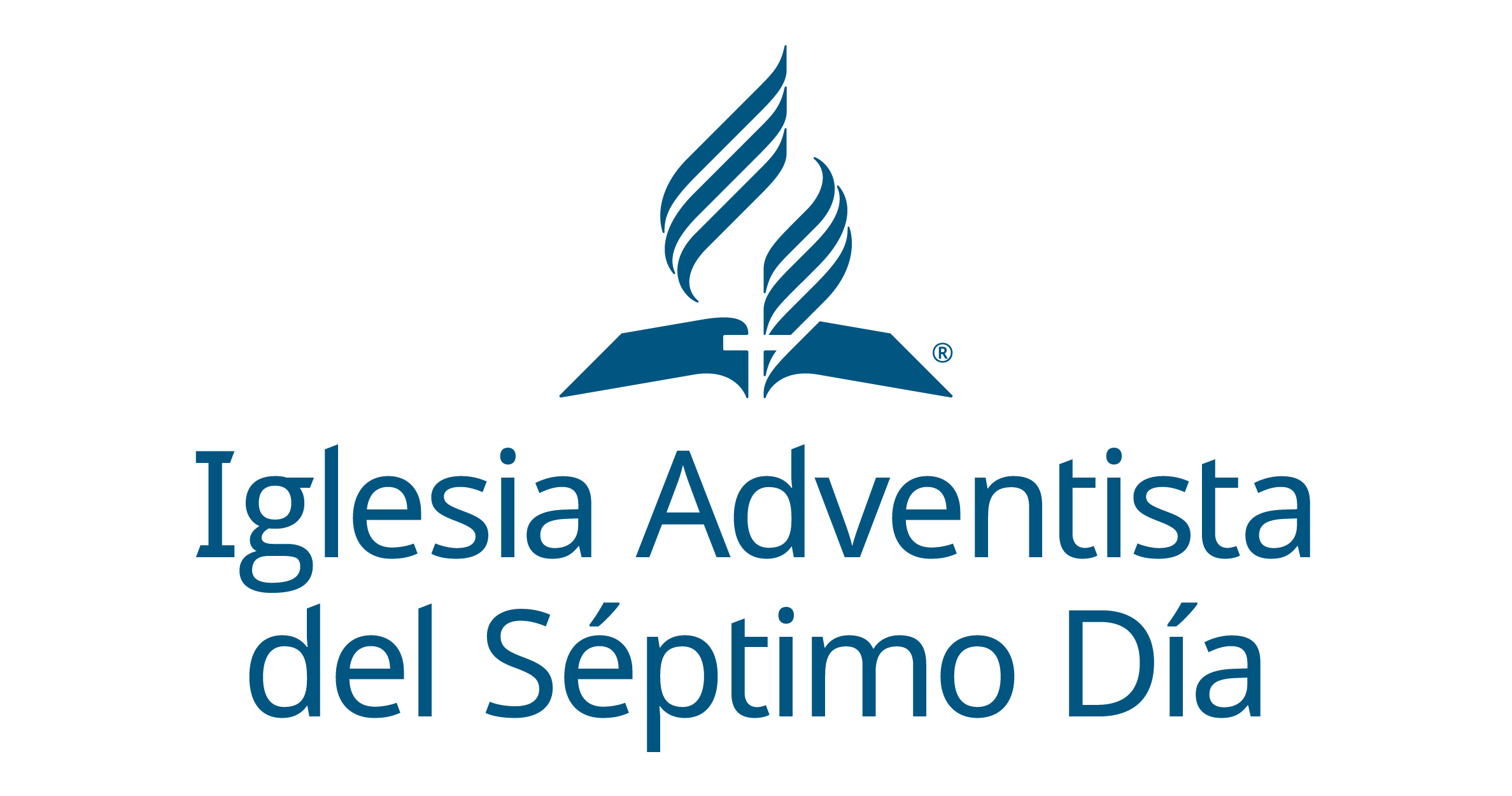
Los adventistas cuentan con 40 iglesias en el distrito, ubicadas en diversos puntos del tal.

- IASD Central "A": es la principal iglesia adventista del distrito. Junto a ella, se ubica el Colegio Adventista.[42]

- IASD 3-9.
- IASD 3-11.
- IASD 3-14.
- IASD 3-25.
- IASD Ampliación Oasis de Villa.
- IASD Avenida Central "B".
- IASD Brisas de Jesús.
- IASD Eben Ezer.
- IASD Edilberto Ramos.
- IASD El Buen Pastor.
- IASD Enmanuel "B".
- IASD Enmanuel "D".
- IASD Filadelfia.
- IASD Jerusalén.
- IASD Juan Velasco Alvarado.
- IASD La Carpa
- IASD La Concordia.
- IASD La Encantada (Belén).
- IASD La Esperanza Es Jesús.
- IASD Las Brisas.
- IASD Los Portales.
- IASD Luz de Vida.
- IASD Mahanaim.
- IASD Maranatha.
- IASD Nueva Jerusalén.
- IASD Nuevo Edén.
- IASD Oasis de Villa.
- IASD Pachacamac.
- IASD Parousia.
- IASD Pocollay.
- IASD Sector 2-16.
- IASD Segundo Sector.
- IASD Sexto Sector
- IASD Shalom.
- IASD Siloé.
- IASD Sion.
- IASD Suhanic.
- IASD Villa La Paz.
- IASD Zamácola.

### Iglesia Evangélica
En el campo de las iglesias evangélicas, el distrito alberga diversas congregaciones debido a que el evangelismo tiene muchas ramas, estos son algunos ejemplos de las tantas que hay en Villa El Salvador.
- Iglesia Alianza Cristiana y Misionera Villa el Salvador.
- Iglesia Movimiento Misionero Mundial.
- Iglesia Bautista EFATA.
- Iglesia Fuente de Luz.
- Iglesias Pentecostales: diversas iglesias seguidoras del pentecostalismo ubicadas en Villa El Salvador.
- Primera Iglesia Bautista Del Salvador.
- Iglesia Presbiteriana (Oasis)

### Iglesia Mormona

La Iglesia de Jesucristo de los Santos de los Últimos Días cuenta con 3 centros de reuniones en el distrito y con un total de 5 Barrios.

- Centro de Reuniones del Barrio Pachacámac.
- Centro de Reuniones de los Barrios Las Lomas y Floresta.
- Centro de Reuniones de los Barrios Villa El Salvador y Bolívar.

### Testigos de Jehová
- Salón del Reino Congregación 1 de Mayo, El Salvador, Los Ángeles y Villa del Mar.[43]
- Salón del Reino Congregación Álamos.
- Salón del Reino Congregación El Sol, Galaad y Alameda.
- Salón del Reino Congregación Oasis de Villa.
- Salón del Reino Congregación Sevilla, Bolívar, Lomo de Corvina y Paraíso.
- Salón del Reino Congregación Sur, Américas, Industrial, Señas (reuniones en lengua de señas) y El Salvador Quechua cuzqueño (reuniones en quechua)
- Salón del Reino Congregación Norte, Modelo, California y Los Forestales.

## Deportes

### Fútbol

Pese a que el Deportivo Municipal no haya sido fundado en Villa El Salvador, ejerce su localía en el distrito y tiene el apoyo del pueblo salvadoreño.

El distrito contó con un equipo fundado en el mismo distrito llamado Defensor Villa del Mar, el cual participó en la Copa Perú y en la Segunda División del Perú hasta su desaparición en el 2008.
En 2013, se llegó a un acuerdo para que el Deportivo Municipal, club fundado en el distrito de Lima, partícipe en el Torneo de la Segunda División del Perú de ese año y en los años posteriores. Para alegría del distrito, el club ganó el torneo del siguiente año, concediéndole el paso a la Primera División del Perú, lo que conllevó a que por primera vez en su historia el distrito salvadoreño albergue fútbol de primera. Sin embargo, en 2018, tras una serie de decretos en el reglamento del fútbol peruano (específicamente la condición del grass sintético del estadio salvadoreño), impidieron que el Deportivo Municipal pudiese usar dicho recinto desde ese año.
Para ello, la Municipalidad de Villa El Salvador cambió el grass sintético por natural, obteniendo la remodelación del césped en 2020. No obstante, la Liga 1 2020 y 2021, ambas jugadas únicamente en el área metropolitana de Lima, solicitaban que los equipos no pudiesen jugar en los estadios donde eran locales, por lo que el Iván Elías albergó encuentros de diversos clubes peruanos y sin la presencia del público por la pandemia del COVID-19. Para el torneo 2022, con la vuelta del público a los estadios, Deportivo Municipal volvió a utilizar el Iván Elías. 

### Infraestructura deportiva

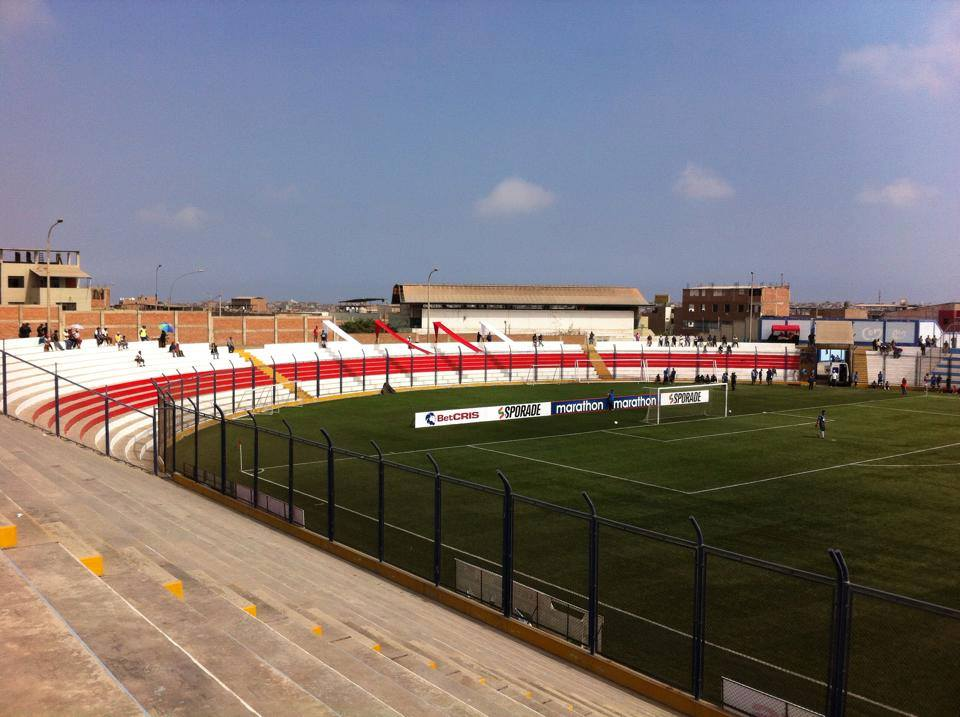
El Estadio Iván Elías Moreno cuenta con una capacidad para 13.773 espectadores.

- Estadio Iván Elías Moreno: es el estadio principal del distrito, fundado el 2 de junio de 2002. Nombrado en homenaje de un adolescente fallecido que jugaba en la liga distrital. Actualmente es el principal recinto del Deportivo Municipal de la Primera División del Perú. Aparte de ello, el estadio cuenta en sus exteriores con una infraestructura para la práctica de diversos talleres deportivos y artísticos, siendo el recinto que más deportes alberga en el distrito.

- Estadio Liga de Fútbol: este recinto alberga los partidos de Copa Perú que juegan los equipos del distrito.
- Estadio Olaraya.
- Estadio Unicachi.
- Polideportivo de Villa El Salvador: es un polideportivo ubicado al costado de la Villa Panamericana, donde se desarrollaron las competencias de gimnasia y karate en los Juegos Panamericanos de 2019.[45] Desde la temporada 2020-21 es usado para albergar la Liga Nacional Superior de Voleibol del Perú y la Liga de FutsalPro.
- Coliseo La Paz: en este recinto juegan sus partidos los equipos de baloncesto y voleibol del distrito.
- Piscina Municipal.
- Mini Complejo del 6.º Sector: Alberga un pequeño estadio, un dojo para el karate y losas deportivas para las prácticas del voleibol y baloncesto. Estos son usados por los niños y adolescentes del distrito en programas deportivos organizados por la municipalidad.

### Clubes destacados
La Casa Edil es la sede social institucional del Centro Deportivo Municipal. Inaugurada en 2021, consta de seis pisos y es el único local propio del que es uno de los más tradicionales y laureados clubes de fútbol de la historia peruana (con cuatro títulos y ocho subtítulos oficiales de la FPF).
La Villa Deportiva es un complejo deportivo del Club Regatas Lima, que cuenta con un estadio de fútbol con aforo para dos mil espectadores. Se ubica en una zona del distrito cercana al mar.

## Playas
El distrito cuenta con tres playas: 
- Playa Venecia: Es la playa más conocida del distrito. Ubicada en el kilómetro 19 de la carretera Panamericana Sur.
- Playa Barlovento: Ubicada en el kilómetro 20.5 de la carretera Panamericana Sur.
- Playa Conchán: Ubicada en el kilómetro 22 de la carretera Panamericana Sur. Geográficamente, comparte esta playa con el distrito de Lurín.

Asimismo, cuenta con varios centros recreacionales en la temporada de verano, ubicados por los alrededores de la autopista de la carretera Panamericana Sur. Desde enero de 2012, las dos primeras playas mencionadas son parte del sector sur del Circuito de playas de la Costa Verde.

## Premio Príncipe de Asturias
En 1987, Villa El Salvador obtuvo el Premio Príncipe de Asturias de la Concordia. Fue concedido por ser «La práctica ejemplar para organizar un tipo de ciudad solidaria y económicamente productiva». Fue entregado a Michel Azcueta, en aquel entonces, alcalde del distrito.

## Festividades
- Febrero (15): conmemoración del asesinato de la Heroína Nacional María Elena Moyano.
- Mayo (11): aniversario de fundación del distrito.
- Junio (1): aniversario de la creación política del distrito
- Julio: FestiCirco - Festival de Circo Comunitario de Villa El Salvador.
- Octubre: Señor de los Milagros
- Octubre - noviembre: Funámbulo - Festival de circo en la comunidad.

## Hermanamientos
- Arnhem, Países Bajos (desde 1989).[47]
- Rezé, Francia (desde 1991).
- Amstelveen, Países Bajos (desde 1997).[48]
- Santa Coloma de Gramanet, España (desde 1997).[49]
- Tübingen, Alemania (desde 2006).[50]

| Predecesor: Vicaría de la Solidaridad | Premio Príncipe de Asturias de la Concordia 1987 | Sucesor: Unión Internacional para la Conservación de la Naturaleza Fondo Mundial para la Naturaleza |